# Nyíregyháza
Nyíregyháza  (in tedesco Birkenkirchen, in slovacco Níreďháza, in romeno Mestecănești, in yiddish נירעדהאז‎?, Niredhaz) è una città di 117689 abitanti, capoluogo della contea di Szabolcs-Szatmár-Bereg, nell'Ungheria nord-orientale. È la settima città più grande del paese.

## Amministrazione

### Gemellaggi
Nyíregyháza è gemellata con:
- Kajaani
- Iserlohn
- Prešov
- Kiryat Motzkin
- Rzeszów
- Satu Mare[1]
- St Albans
- Udine
- Užhorod
- Baia Mare, dal 2003[2]